# InterVarsity Press
Fondée en 1947, InterVarsity Press (IVP) est une maison d'édition américaine basée à Lisle, publiant des ouvrages chrétiens. IVP se concentre sur l'édition d'ouvrages chrétiens traitant des instants influents culturels, fournissant des outils pour le développement mental à travers le cadre chrétien, et équipe les pasteurs, les professeurs, ainsi que les chefs de ministère dans leur travail. 

## Histoire

### Premières années
InterVarsity Press débuta peu avant la Seconde Guerre Mondiale en tant que petite succursale de service du ministère du campus de l'InterVarsity Christian Fellowship, dont ses débuts remontent à l'année universitaire 1939-1940. Lors de son lancement, InterVarsity Press n'importait que les ouvrages du mouvement britannique d'InterVarsity Christian Fellowship que les étudiants travaillaient ainsi que les chapitres InterVarsity aux États-Unis. Sa première publication maison fut un manuel d'étude de la Bible intitulé Discovering the Gospel of Mark (Découvrir l'Évangile selon Marc), écrit par un membre du personnel d'InterVarsity et publié pendant l'année universitaire 1933-1934. En 1947, un programme formel d'édition fut établi ; Fleming H. Revell se chargea de la répartition des ouvrages jusqu'en 1960.

### Mutation à Chicago
En 1960, les succursales de rédaction muta de Havertown en Pennsylvanie à Chicago, où les bureaux d'InterVarsity Christian Fellowship furent basés. En 1966, les succursales déménagèrent de Chicago pour s'installer à Downers Grove, à environ une cinquantaine de kilomètres à l'ouest de Chicago. 

### Essor
En 1968, Jim Nyquist devint le directeur à plein temps d'InterVarsity Press et Jim Sire devint le premier réviseur à plein temps d'InterVarsity Press. Quatre autres employés à plein temps complétèrent le personnel. Peu de temps après, IVP commença à éditer les ouvrages de Francis Schaeffer, marquant le début de la réputation d'IVP en tant qu'éditeur de renom. En 1965, IVP lança l'IVP Book Club ainsi que le programme Rack de la librairie en 1971, consolidant une base de ventes ; ces programmes continuent d'être une part importante du programme d'édition. 
En 1984, Linda Doll démissionna de son poste de rédactrice de HIS Magazine à la direction d'InterVarsity Press. L'année suivante, les LifeGuide Bible Studies (Études bibliques LifeGuide) furent lancées ; ils ont désormais vendu plus de 15 millions d'exemplaires. Lorsque Linda Doll décida de retrouver son poste de rédactrice en 1990, Ken DeRuiter fut nommé directeur exécutif.
La même année, le primé Dictionary of Christianity in America parut. Tandis qu'IVP publia de nombreux ouvrages de référence fondés au Royaume-Uni, Dictionary of Christianity in America fut le premier ouvrage de référence publié par IVP issu des États-Unis. En 1994, InterVarsity Press publia sa première Bible, The NIV Quiet Time Bible. 

### Dernières années et de nos jours
En 1979, IVP fit construire un entrepôt ainsi qu'un centre de distribution à Westmont. IVP déménagea dans de nouveaux locaux adjacents au centre de distribution en 1995. Deux années plus tard, à la suite de la retraite de Ken DeRuiter, Bob Fryling devint le nouveau directeur. Heart. Soul. Mind. Strength. fut rédigé par Andy Le Peau et Linda Doll en 2006 en tant qu'histoire anecdotique de la maison d'édition, résumant les principaux auteurs ainsi que les ouvrages ayant formé l'évangélisme au XXe siècle. En 2016, après tant d'années en tant que directeur des ventes et du marketing, Jeff Crosby fut désigné éditeur d'IVP. En septembre 2021, Terumi Echols a été nommé président et éditeur d'IVP. En 2023, les bureaux d'IVP déménagèrent de Westmont à Lisle. 